# Diadegma pattoni
Diadegma pattoni är en stekelart som först beskrevs av William Harris Ashmead 1890.  Diadegma pattoni ingår i släktet Diadegma och familjen brokparasitsteklar. Inga underarter finns listade i Catalogue of Life.